# Рама на пистолет
Рама (на пистолет) – основата, скелета на пистолета или револвера, детайл, към който се закрепват всички останали възли и детайли: ствола, затворът, ударно-спусковият механизъм, пълнителят и т.н.
В руския език при пистолетите се използва термина „Рамка на пистолет“, в същото време рамката на револвера (отново в руския език) понякога по традиция се нарича „рама“. Държавният стандарт в Русия (на руски: ГОСТ) 28653 – 90 „Оружие стрелковое. Термины и определения“ постановява единственият термин да бъде „Пистолетна рамка“ (в същия стандарт револверът е определен като разновидност на пистолета).
Традиционният материал за производство на рамата е стоманата, обикновена или неръждаема. През 19 век са достатъчно разпространени и револвери с бронзова рама. През последните десетилетия все повече модели са с рама от леки сплави (редица „класически“ модели Smith & Wesson, Beretta 8000 Cougar, FN 140DA), както и от полимерни материали (всички пистолети Glock, Smith&Wesson Sigma, Kel-tec, ГШ-18, Beretta 9000S, Walther P99. Използването на полимери и композити (обикновено на основата на въглеродни влакна) позволява не само да се намали теглото на оръжието, но и да се опрости производството на такъв сложен по форма детайл, какъвто е рамата на пистолета. При това особено важните и натоварени части на рамата (например направляващите, по които се плъзга затворът), може да са изпълнени от метал.